# Johann Philipp Stainhauser von Treuberg
Johann Philipp Stainhauser, ab 1777 von Treuberg (* 15. Mai 1719 in Lohr am Main; † 15. April 1799 in Salzburg) war ein deutscher Rechtswissenschaftler und Hochschullehrer.

## Leben
Stainhauser studierte an den Universitäten von Würzburg, Heidelberg und Mainz Philosophie, Geschichte und beide Rechte. Nach seinem Studium wurde er Hofmeister für einen jungen Grafen Fugger, den er in seinem Studium begleitete und auf Reisen durch Frankreich und die Niederlande.  Anschließend ging er nach Wetzlar. Dort bildete er sich am Reichskammergerichts fort, bevor er 1750 als gräflich Fugger-Kirchheimscher Kanzleirat nach Wien ging und sich mit dem Reichshofrat beschäftigte. In seiner Zeit war er für verschiedene gräflich und fürstliche Häuser tätig, außerdem vertrat er das Kloster Reichenau im Streit gegen das Hochstift Konstanz. In seiner Zeit in Wien kam er auch in intensiveren Kontakt mit Heinrich Christian Freiherr von Senckenberg.
Stainhauser wurde am 31. August 1752 durch die Universität Salzburg zum Doktor der Rechte promoviert. Am 4. November 1752 wurde er als Nachfolger von Franz Christoph von Herz in Herzfeld (1712–1752) Professor der Rechte und schließlich am 30. November 1752 wirklicher Hofrat. Mit Diplom vom 1. Juni 1757 wurde er zum Kaiserlichen Hofpfalzgrafen ernannt und mit Diplom vom 20. Dezember 1777 mit dem Prädikat von Treuberg in den Reichsadelstand erhoben.
Stainhauser verfügte über eine große Fachbibliothek.

## Werke (Auswahl)
- Succincta Facti Species De Ortu, Incremento Et Decremento Augiae Divitis, ca. 1750.
- De feudis ecclesiasticis, Mayr, Salzburg 1756.
- De feudis imperii, Mayr, Salzburg 1758.
- Unpartheyische Abhandlung, Ob den Herzogen in Bayern Das von so vielen hoch-gepriesene Jus Regium In Ecclesiasticis zustehe: Wobey besonders eine von dieser Frage zu München in Druck gegebene Dissertation mit Bescheidenheit geprüfet wird, Frankfurt am Main und Leipzig 1762.
- Eines geheimen Raths unpartheyische Gedanken über das aufrichtige und gewissenhafte Bedenken von der Frage: Ob und wie bey so vielen sowohl in offenen Schriften, als in besondern Berichten vorkommenden Klagen gegen die Geistlichkeit und derselben Immunität ein, 1770.
- Geschicht- und rechtmäßige Prüfung der Gedanken eines Baiern über einige Stellen der letzthin in Druck erschienenen Anmerkungen über das Absterben des Churfürstl. Hauses Baiern, 1778.
  - Widerlegung der Antwort auf die Geschicht- und rechtmässige Prüfung der Gedanken eines Baiern, Frankfurt am Main und Leipzig 1778.
- Meine Gedanken über die alten und neuen Beschwerden der vier deutschen Erzbischöfe und einiger Bischöfe gegen den römischen Hof, Frankfurt und Leipzig 1787.
- Staatsrechtliche Erörterung einiger Hauptfragen, welche bey der im Jahre 1790 eingetretenen Reichsverwesung vorgefallen sind, Regensburg 1790.
- Ueber Mißbrauch der Philosophie in dem Staatsrecht, Mayr, Salzburg 1793.